# 扇形泰勒燈魚
扇形泰勒燈魚（学名：Tarletonbeania crenularis）为輻鰭魚綱燈籠魚目灯笼鱼科的其中一種。分布於東太平洋區，包括從阿拉斯加至墨西哥海域，為深海魚類，棲息深度0-710公尺，體長可達12.7公分，以磷蝦為食。